# Tharra turrita
Tharra turrita är en insektsart som beskrevs av Nielson 1975. Tharra turrita ingår i släktet Tharra och familjen dvärgstritar. Inga underarter finns listade i Catalogue of Life.